# Nyctemera basistrigata
Nyctemera basistrigata là một loài bướm đêm thuộc phân họ Arctiinae, họ Erebidae.